# 洛克尼亞河 (克羅列韋茨區)
洛克尼亞河（烏克蘭語：Локня），是烏克蘭東北部的河流，屬於克列文河的右支流。該河流經蘇梅州的科諾托普區，河道全長17公里，流域面積236平方公里。